# Cécile Dejoux
Pour les articles homonymes, voir Dejoux.
Cécile Dejoux, née le 7 août 1966 à Cannes, est professeure au Conservatoire national des arts et métiers et professeure affiliée à l’ESCP Business School. Elle est surtout connue pour ses Moocs et pour ses ouvrages de vulgarisation scientifique sur l'intelligence artificielle.

## Biographie
Diplômée de l’Institut supérieur du commerce de Paris en 1989, elle travaille pendant trois ans chez Procter & Gamble, chargée du marché test de Nice. Après un doctorat en sciences de gestion en 1997 à l’université Nice-Sophia-Antipolis, elle a enseigné à l'IAE-Paris Sorbonne et à HEC Paris, avant d'entrer au CNAM. Elle obtient en 2010 une habilitation universitaire réalisée sous la direction de Frank Bournois à l'université Panthéon-Assas, puis est nommée professeure au CNAM en 2015.[réf. nécessaire]

## Mooc
Ses MOOCs sont parmi les MOOCs francophones les plus suivis (+480 000 inscrits) dans 148 pays,,,.

## Publications
- Les compétences au cœur de l'entreprise, Les Éditions d'organisation, 2001.
- avec Anne Dietrich, Management par les compétences. Le cas Manpower , 2005.
- Gestion des compétences et GPEC - 1re édition, Dunod, 2008[5].
- avec Emmanuelle Léon, Métamorphose des managers à l'ère du numérique et de l'IA, Pearson, 2018
- Ce sera l'IA et moi, Vuibert, 2020
- (coll.) Fonctions RH, 5ed, Pearson
- avec Maurice Thévenet : La gestion des talents : La GRH d'après-crise, Paris : Dunod, 2010, collection « Management - Ressources humaines »,  (ISBN 978-2-100-54897-2)[6],[7].
- De la compétence au talent, rupture ou continuité ? Répondre aux défis RH dans l'entreprise, … , 2011.
- avec Maurice Thévenet & Eléonore Marbot, Fonctions RH : Politiques, métiers et outils des ressources humaines, Paris : Pearson, 2012 (3e édition), collection « Eco gestion »,  (ISBN 978-2-744-07575-9).
- (en) avec Maurice Thévenet, Talent Management, Dunod, 2012.
- Gestion des compétences et GPEC - 2e édition, Dunod, 2013.
- Management et leadership, Dunod, 2014.
- Gestion des talents, 2e édition, 2015.
- Fonctions RH, 4e édition, 2015.
- Management et leadership agile, Dunod, 2016.
- Du Manager agile au leader designer, Dunod, 2017.
- Emmanuelle Léon, Métamorphose des managers à l’ère du numérique et de l'intelligence artificielle. Pearson, 2018
- Ce sera l'IA et Moi, Editions Vuibert, 2020[8]
- L'IA générative et moi, Editions Vuibert, 2025 [9]

## Distinctions
- 2015 : chevalier de la Légion d'Honneur[10]
- 2014 : classée no 1 dans les "50 défricheurs qui font la France de demain[11]" (novembre 2014) par le magazine l'Opinion